# 救難小英雄 (迪士尼)
《救难小英雄》（英語：The Rescuers）是一部由華特迪士尼於1977年製作並發行的動畫電影。為第23部華特迪士尼經典動畫長片。改編自瑪潔麗·夏普的《救難小英雄》與《碧安卡小姐》。電影講述了總部設在紐約市，由全世界老鼠组成的世界机构：救援帮助协会，致力於幫助全世界的綁架受害者。而成員伯那特和碧安卡小姐將出發去營救被尋寶女美杜莎夫人囚禁在魔鬼河口的孤兒佩妮。
《救难小英雄》早於1962年進入開發階段，但由於華特·迪士尼不喜歡該項目的政治色彩而被擱置。後在1970年代，這部電影原作為年輕動畫師的接手項目重新啟動，但在《羅賓漢》發行後則被資深動畫人員接手。最終《救难小英雄》於1977年6月22日上映，並受到熱烈的好評而獲得票房成功。並在包括法國和西德在內的世界各國獲得優異的商業成績，由於電影的成功，迪士尼於1990年上映了續集《救难小英雄澳洲历险记》，使這部電影成為第一部有續集的迪士尼動畫電影。

## 劇情
位于纽约联合国总部的地下有一个全世界老鼠组成的世界机构：救援帮助协会。某一天，一个漂流瓶被转交给了协会，瓶中信被水打湿，字迹模糊，只能辨认出“晨边孤儿院”“大麻烦”和署名“潘妮”。匈牙利驻会代表碧安卡小姐自告奋勇接下此事，并指定清洁工伯纳德为搭档。二鼠前往孤儿院，在孤儿院发现了潘妮的个人物品，并从老猫鲁弗斯口中得知潘妮已经失踪，并且很有可能跟开当铺的梅杜莎夫人有关。伯纳德和碧安卡潜入当铺，听到了梅杜莎和斯努普的电话，确认是他们抓走了潘妮。梅杜莎当晚赶去佛罗里达的魔鬼沼泽跟斯努普会合。二鼠试图钻入行李箱与她同去，行李箱却中途甩出了汽车，他们只得自行搭飞机去佛罗里达。
翌日伯纳德和碧安卡搭乘奥维尔的“航班”（鸟背）飞往魔鬼沼泽。在飞行中，二鼠的心渐渐贴近了。与此同时，潘妮试图从她的囚禁地——一艘搁浅的汽轮——逃走，但被梅杜莎的宠物短吻鳄尼禄和布鲁图抓回。原来沼泽中的一个洞穴藏有海盗的宝藏，但只有身形娇小的潘妮可以通过，所以梅杜莎必须借助潘妮取得她梦寐以求的大钻石“魔鬼之眼”。伯纳德和碧安卡结识了当地的麝鼠艾丽梅和卢克，并顺利潜入汽轮找到了潘妮。二鼠一人共商逃跑大计。第二天潘妮和二鼠一同来到洞穴，终于在一个骷髅的眼窝中发现了魔鬼之眼大钻石。梅丽莎凶相毕露，得到钻石后就与斯努普翻脸，并将钻石藏入潘妮的玩具熊中准备带走，却被伯纳德用线绊倒，潘妮趁机逃走。艾丽梅和卢克也带着朋友们：猫头鹰，兔子，鼹鼠和乌龟赶来帮忙。最终潘妮带着钻石和动物们开摩托艇逃出。回到纽约后，潘妮终于等到了愿意收养她的新爸爸新妈妈，并把钻石交给了博物馆。伯纳德也抱得美人归，兩隻老鼠產生真摯的愛情。

## 角色
伯納特（Bernard）
原是一名救援組織的老鼠管理員，個性保守，也因此他對奧維利（信天翁）相當不信任。他仰慕匈牙利老鼠代表碧安卡小姐。但他頗為迷信，比如說他十分忌諱13這個數字，還有信天翁航空的階梯有13階，遇到這類的事他往往會很緊張。但在與碧安卡救出求救的小女孩潘妮後，他就從原本的老鼠管理員升格為美國老鼠委員。
碧安卡小姐（Miss Bianca）
來自匈牙利的白老鼠委員，她曾被委託去救援一些遭到虐待的兒童。與伯納德相反，她對奧維利相當信任。經歷過這次冒險，逐漸和伯納德相愛。在續集《救难小英雄澳洲历险记》中，接受伯納德的求婚。
梅杜莎夫人（Madame Medusa）
很明顯，她的名稱來自希臘神話的一種奇醜無比，能使人變成石頭的怪物。她是一個開當舖的女人。她住在佛羅里達沼澤，並希望能取得幾百年前海盜所遺留的鑽石，魔鬼之眼。她領養一名孤兒潘妮，並要求她在某個洞裡找出那顆鑽石。她也養了兩隻短吻鱷，名叫「尼祿」（Nero）和「布魯圖」（Brutus），以防潘妮逃跑。
斯努普先生（Mr. Snoops）
梅杜莎夫人的肥胖搭檔，但並沒有得到她的信任。擅長使用煙火發信號，很怕兩條短吻鱷。
奧維利（Orville）
一隻信天翁，服務於信天翁航空公司。個性幽默而瀟灑，也因此常常受傷，名字的由來是來自於「萊特兄弟」的弟弟「奧維爾·萊特」。在續集換成由他的弟弟「威爾伯」（Wilbur）接班，名字同樣來自於「萊特兄弟」裡面的哥哥「威爾伯·萊特」。

### 配音员
| 配音            | 配音     | 角色                        |
| 英語            | 國語     | 角色                        |
| --------------- | -------- | --------------------------- |
| 鮑勃·紐哈特     | 姜先誠   | 伯納特（Bernard）           |
| 艾娃·贾伯       | 李映淑   | 碧安卡小姐（Miss Bianca）   |
| 傑拉丁·佩之     |          | 梅杜莎夫人（Madame Medusa） |
| 蜜雪兒·史黛西   |          | 潘妮（Penny）               |
| 喬·富林         | 佟紹宗   | 斯努普先生（Mr. Snoops）    |
| 吉姆·喬丹       |          | 奧維利（Orville）           |
| 約翰·馬克林特爾 |          | 魯弗斯（Rufus）             |
| 珍妮·諾蘭       | 王華怡   | 于莉（Ellie Mae）           |
| 帕特·巴特爾曼   | 胡立成   | 路克（Luke）                |
| 吉米·馬克唐納   | 使用原音 | 艾文豪（Evinrude）          |
| 伯納·福克斯     | 孫德成   | 委員長先生（Mr. Chairman）  |
| 喬治·林西       |          | 死眼（Deadeye）             |
| 萊瑞·克拉蒙斯   |          | 格朗普斯（Gramps）          |
| 杜伯·泰勒       |          | 迪奇（Digger）              |
| 約翰·費德勒     |          | 執事貓頭鷹（Deacon Owl）    |
| 雪比·弗林特     |          | 歌手（Singer）              |
| 比爾·馬克米蘭   | 胡立成   | 電視播音員（TV Announcer）  |

## 插曲中文歌词

### 旅程
谁来帮助我？
谁来帮助我？
谁来帮助我？
人海中我找不到朋友
人生的旅程将结束
谁来帮助我？
帮助我
帮助我

### 救难队队歌
我们是救难队
解救困难和危险
为正义为理想
付出我们的忠诚
有危险有困难 别忘了找我们
在天涯在海角 随时待命
往前冲不害怕
冒险助人为正义
有信心 不欺骗 诚心助人
我们是救难队
不怕狂风和黑暗
为正义为理想
付出我们的忠诚
有危险有困难 别忘了找我们
不害怕不退缩 勇往直前
我们是救难队
绝不轻易说放弃
为正义为理想
付出我们的忠诚

### 明天又将是新的一天
阳光下 我们会看到一片美丽银色世界
快来吧 唱首歌
快乐忧愁随时都会出现在你我身旁
唱首歌 别难过
让我们一起来祈祷 来希望明天更好
别难过 用真心
去面对未来的一切
让明天比今天更美好
将能珍惜
我会将乌云 用那闪亮丽的彩虹
去擦掉那黑暗
求天空它不再哭泣
下雨天
哦 今天
让太阳变成一点
而阴影使它害怕不再出现
但别烦恼
因为那太阳会让美丽银色世界重现
就在明天
明天又将是新的一天
多么希望你能陪我
明天又将是新的一天

### 有人在等着你
坚强小女孩
在悲伤的眼泪中祈祷
抬起你的头别再害怕
有人在等着你
别哭小女孩
（忘词）
有人在等着你
随时让希望充满在你心中
你将会看到光亮
喜乐和幸福将围绕
你的小世界多美好
有信心小女孩
直到希望和梦想成真
你必须是个勇敢小女孩
有人在等着你 爱着你

### 我们为她高兴
潘妮有个新爸爸
潘妮有个新妈妈
潘妮有个新家庭
我们为她高兴
我们为她高兴
我们为她高兴
潘妮有个新爸爸
潘妮有个新妈妈
潘妮有个新家庭
我们为她高兴

## 發行
本片电影原声带已经由滚石在台湾发行，目前在中国没有任何影音产品发行。本片DVD已经分别由中录德加拉，博伟在中国大陆，台湾发行。VCD由中录德加拉在中国大陆发行。

## 外部連結
- 官方网站
- AllMovie上《救難小英雄》的资料（英文）
- 互联网电影数据库（IMDb）上《救難小英雄》的资料（英文）
- TCM电影资料库上《The Rescuers》的资料（英文）
- 爛番茄上《救難小英雄》的資料（英文）
- Box Office Mojo上《救難小英雄》的資料（英文）